# Il triangolo quadrilatero
Il triangolo quadrilatero (Four-Sided Triangle) è un romanzo di fantascienza del 1949 scritto da William F. Temple. Nel 1953 è stato portato sullo schermo con il film Four Sided Triangle per la regia di Terence Fisher.

## Trama
Due amici scienziati riescono a mettere a punto un macchinario capace di duplicare la materia. Essendo i due innamorati della stessa ragazza, dopo aver discusso a lungo, decidono di duplicarla con il loro macchinario. Tuttavia uno dei due corpi è il vero originale mentre l'altro è solo una copia.

## Edizioni
- William F. Temple, Il triangolo quadrilatero, Urania n. 9, Arnoldo Mondadori Editore, 1953.